# Albalá
Albalá is een gemeente in de Spaanse provincie Cáceres in de regio Extremadura. Albalá heeft 712 inwoners (1 januari 2016).

## Geografie
Albalá heeft een oppervlakte van 38 km² en grenst aan de gemeenten Alcuéscar, Casas de Don Antonio, Montánchez, Torremocha en Valdefuentes.

## Burgemeester
De burgemeester van Albalá is Juan Rodríguez Bote.

## Demografische ontwikkeling
Bron: INE, 1857-2011: volkstellingen